# René Babin
Pour les articles homonymes, voir Babin.
René Babin, né le 6 mai 1919 dans le 13e arrondissement de Paris et mort le 13 août 1997 au Kremlin-Bicêtre, est un sculpteur et médailleur français.

## Biographie
René Babin est l'élève  de Robert Wlérick à l'École supérieure des arts appliqués Duperré à Paris, dans l'atelier duquel ses condisciples sont Jean Carton, Simon Goldberg et Raymond Martin, avec lesquels il gardera des contacts tout au long de sa vie. Il travaille la taille directe et, afin de subvenir à ses besoins, va restaurer des sculptures pour les monuments historiques. Entré à l'École nationale supérieure des beaux-arts de Paris, il intègre l'atelier de Paul Landowski.
Il reçoit le prix Viking en 1953 et est couronné du prix Louis Weiller par l'Institut en 1979. La Fondation Taylor l'honore à son tour en 1991 en lui attribuant le prix Charles Malfray.

## Œuvres

### Œuvres dans les collections publiques
- Vire, façade de l'hôtel de ville : bas-relief, 1956[3].

### Médailles
- Monnaie de Paris :
  - Antoine van Dyck, bronze ;
  - Patrice de la Tour du Pin, bronze.

## Salons
- Salon des indépendants
- Salon d'automne
- Salon du dessin et de la peinture à l'eau

## Expositions
- Galerie Bianchini, New York, 1959.
- « Le Groupe des Neuf et leurs amis », Galerie Vendôme, Paris, du 29 janvier au 9 février 1964.
- « Vingt-deux sculpteurs témoignent de L'Homme », musée d'art et d'histoire de Saint-Denis, 1966.
- Premier festival de la sculpture contemporaine de Saint-Ouen, 1967.
- Exposition collective avec Charles Auffret et Gudmar Olovson (en), Galerie Färg och Form, Stockholm, 1970.
- Fondation Taylor, Paris, 1992.
- Exposition rétrospective, Groupe Axa, Paris, 2001.
- Galerie Malaquais, Paris, 2013.